# Rossella Selmini
Rossella Selmini (geboren 7. Mai 1959 in Spilamberto) ist eine italienische Rechtswissenschaftlerin, Soziologin und  Kriminologin, die an der Universität Bologna lehrt. Ihre wissenschaftlichen Hauptinteressen liegen bei der Cultural Criminology und der Stadtsoziologie.

## Karriere
Selmini hat einen Abschluss in Jura von der Universität Bologna (1983) und einen sozialwissenschaftlichen Doktortitel vom Europäischen Hochschulinstitut in Florenz, wo sie nach ihrer Promotion 1994 als wissenschaftliche Mitarbeiterin tätig war. Im gleichen Jahr begann sie ihre Mitarbeit im Referat der Region Emilia-Romagna für Stadtsicherheit und Stadtpolizei, dem sie zwischen 2007 und 2012 als Referatsleiterin vorstand.
Als Dozentin unterrichtete sie an verschiedenen italienischen Hochschulen. Zwischen 2013 und 2019 war sie zunächst Gastprofessorin und anschließend außerplanmäßige Professorin an der US-amerikanischen University of Minnesota.
2016/17 amtierte sie als Präsidentin der European Society of Criminology (ESC).

## Schriften (Auswahl)
- Dalla sicurezza urbana al controllo del dissenso politico. Una storia del diritto amministrativo punitivo. Carocci editore, Rom 2020.
- Da Kurt Wallander a Salvo Montalbano. Polizia e poliziotti nella letteratura europea contemporanea. Carocci editore, Rom 2017.
- La sicurezza urbana. Il mulino, Bologna 2004.
- I confini della responsabilità. Questioni teoriche e trasformazioni legislative del concetto di imputabilità del malato di mente. Edizioni scientifiche italiane, Neapel 1998.